# Pomatiopsidae
Pomatiopsidae là một họ ốc nước ngọt rong liên họ Truncatelloidea (theo phân loại Động vật chân bụng (Bouchet & Rocroi, 2005)).

## Hình ảnh

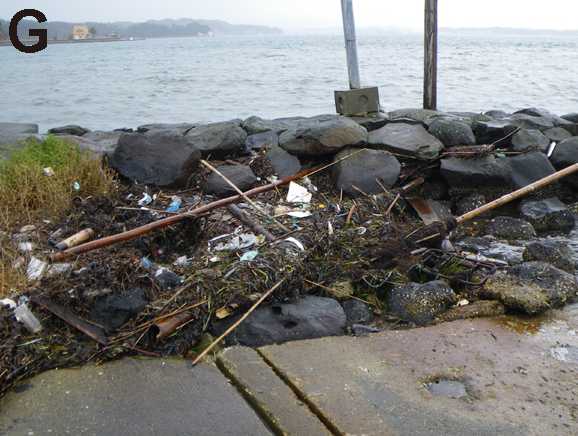
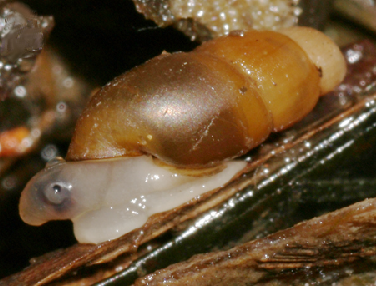
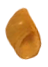
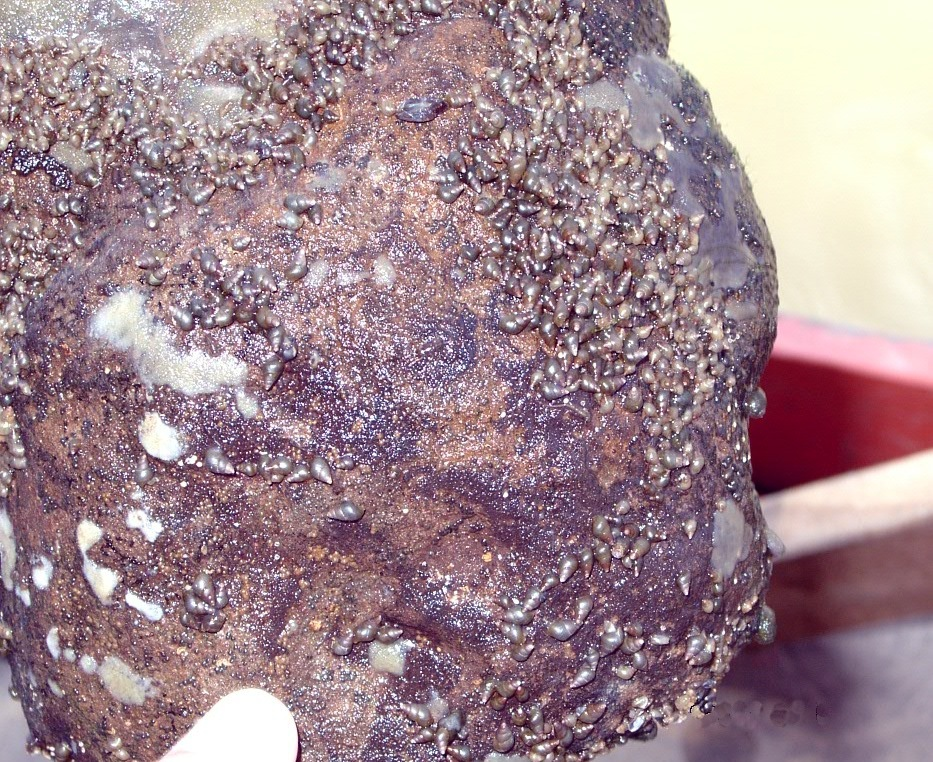